# Phylloscopus reguloides
A Phylloscopus reguloides a verébalakúak (Passeriformes) rendjébe, ezen belül a füzikefélék (Phylloscopidae) családjába és a Phylloscopus nembe tartozó faj. 10-12 centiméter hosszú. Délkelet-Ázsia nedves erdőiben él. Többnyire rovarokkal táplálkozik. Februártól augusztusig költ.

## Alfajai
- P. r. kashmiriensis (Ticehurst, 1933) – költési területe a Himalája északnyugati része (észak-Pakisztántól észak-Indiáig), a délebbi völgyekben, dombvidéken telel;
- P. r. reguloides (Blyth, 1842) – költési területe a Himalája középső része (észak-Indiától Bhutánig), a délebbi völgyekben, dombvidéken, valamint Banglades és Mianmar északi részein telel;
- P. r. assamensis (E. J. O. Hartert, 1921) – költési területe a Himalája keleti része (északkelet-Indiától dél-Kínáig), délközép-Kína, észak-, nyugat- és kelet-Mianmar, északnyugat-Thaiföld, észak-Vietnám, telelni kelet-India, Banglades, dél-Mianmar, Thaiföld területeire vonul;
- P. r. ticehursti (Delacour & Greenway, 1939) – délközép-Vietnám.

A korábban alfajnak tekintett P. r. claudiae (La Touche, 1922) valamint P. r. goodsoni (E. J. O. Hartert, 1910) az újabb rendszerezések szerint külön fajok (Phylloscopus claudiae és Phylloscopus goodsoni). A korábban ehhez a nemhez sorolt P. r. fokiensis (E. J. O. Hartert, 1917) a Phylloscopus goodsoni alfaja (P. g. fokiensis).

## Fordítás
- Ez a szócikk részben vagy egészben  a   Blyth's leaf warbler című angol Wikipédia-szócikk fordításán alapul.  Az eredeti cikk szerkesztőit annak laptörténete sorolja fel. Ez a jelzés csupán a megfogalmazás eredetét és a szerzői jogokat jelzi, nem szolgál a cikkben szereplő információk forrásmegjelöléseként.